# シャン諸民族民主連盟
シャン民族民主連盟（シャンみんぞくみんしゅれんめい, ビルマ語: ရှမ်းတိုင်းရင်းသားများ ဒီမိုကရေစီ အဖွဲ့ချုပ်、英語: Shan Nationalities League for Democracy; SNLD）は、ミャンマーのシャン州が主な地盤のシャン族による少数民族政党の一つ。

## 沿革
1988年、クン・トゥン・ウーを指導者として党が結成される。
軍事政権下の1990年に、国軍が主導して実施した国民議会総選挙ではシャン州において広く支持され、国民民主連盟（NLD）に次ぐ第2党となった。この選挙結果を軍事政権（国家法秩序回復評議会：SLORC）は受け入れず、議会召集を拒否し続け、議会は一度も開かれることはなかった。
1993年に軍事政権が主導して始まった憲法起草のための国民会議に当初SNLDは参加したが、1996年から2003年の間、国民会議は中断し、その後再開した国民会議への参加をSNLDは拒否した。このため2005年には党の指導者が逮捕され懲役刑に処せられるなど軍事政権から迫害を受け、軍事政権に対し更に態度を硬化させた。2008年に制定された憲法についても受け入れることを拒否した。
その後2010年の総選挙を迎えたが、NLDと同様にSNLDは選挙をボイコットした。選挙後のテイン・セイン政権の改革姿勢に対し、NLDと同様にSNLDは一定の評価を行い、2012年の補欠選挙時に政党登録を行った。
2015年の総選挙では、上院（民族代表院）で3議席、下院（国民代表院）で12議席、上下両院合わせて15議席を獲得し、連邦議会第4党の位置を確保した。
前述のSNLDがボイコットした2010年の総選挙において、上院で3議席、下院で18議席、両院合わせて21議席を獲得し、2011年から2016年までの会期の下院第2党であったシャン民族民主党（SNDP）は、SNLDとは別のシャン族による少数民族政党である。

## 他政党との同盟
2002年には、将来の国軍・民主主義勢力・少数民族による ｢三者対話｣ に備え、少数民族政党間で方針を話し合う場として、民族連合同盟（United Nationalities Alliance：UNA）が結成され、これに加盟している。この同盟の加盟政党は、NLDと強い同盟関係にある。

## 選挙結果

### SLORC統治下
| 実施年       | 議席数/改選数 | 相対得票率 | 議席割合 | 議席増減 | 出典  |
| ------------ | ------------- | ---------- | -------- | -------- | ----- |
| 1990年総選挙 | 23 / 485      | 1.7%       | 4.7%     | 増減なし | [ 4 ] |

### 2008年憲法下
| 実施年         | 議席数/改選数 | 相対得票率 | 議席割合 | 議席増減 | 出典        |
| -------------- | ------------- | ---------- | -------- | -------- | ----------- |
| 2010年総選挙   | 不参加        |            |          | 増減なし | [ 1 ]       |
| 2012年補欠選挙 | 不参加        |            |          | 増減なし | [ 5 ]       |
| 2015年総選挙   | 3 / 168       |            | 1.8%     | 3        | [ 6 ]       |
| 2017年補欠選挙 | 不出馬        |            |          | 増減なし | [ 7 ]       |
| 2018年補欠選挙 | 不出馬        |            |          | 増減なし | [ 8 ] [ 9 ] |
| 2020年総選挙   | 2 / 161       |            | 1.2%     | 1        | [ 10 ]      |

| 実施年                                                   | 議席数/改選数                                            | 相対得票率                                               | 議席割合                                                 | 議席増減 | 出典        |
| -------------------------------------------------------- | -------------------------------------------------------- | -------------------------------------------------------- | -------------------------------------------------------- | -------- | ----------- |
| 2010年総選挙                                             | 不参加                                                   |                                                          |                                                          | 増減なし | [ 1 ]       |
| 2012年補欠選挙                                           | 不参加                                                   |                                                          |                                                          | 増減なし | [ 5 ]       |
| 2015年総選挙                                             | 12 / 323                                                 |                                                          | 3.7%                                                     | 12       | [ 6 ]       |
| 2017年補欠選挙                                           | 2 / 9                                                    |                                                          | 22.2%                                                    | 2        | [ 7 ]       |
| 2017年12月5日のサイン・ムン下院議員の死去に伴い1議席減。 | 2017年12月5日のサイン・ムン下院議員の死去に伴い1議席減。 | 2017年12月5日のサイン・ムン下院議員の死去に伴い1議席減。 | 2017年12月5日のサイン・ムン下院議員の死去に伴い1議席減。 | 1        | [ 11 ]      |
| 2018年補欠選挙                                           | 1 / 4                                                    |                                                          | 25%                                                      | 1        | [ 8 ] [ 9 ] |
| 2020年総選挙                                             | 13 / 315                                                 |                                                          | 4.1%                                                     | 1        | [ 10 ]      |